# Richard Howly

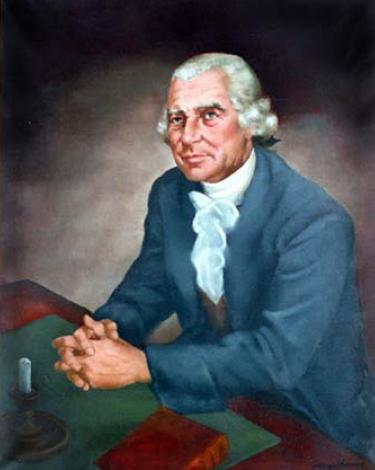
Richard Howly

Richard Howly (* um 1740 im Liberty County, Province of Georgia; † Dezember 1784 in Savannah, Georgia) war ein US-amerikanischer Politiker und 1780 für kurze Zeit kommissarisch Gouverneur von Georgia.

## Lebenslauf
Howly genoss eine akademische Schulbildung und studierte anschließend Jura. Nach seiner Zulassung als Rechtsanwalt eröffnete er in St. Johns eine Kanzlei. Gleichzeitig war er auch als Reispflanzer tätig. Mitten im Unabhängigkeitskrieg zog er nach St. Pauls, ebenfalls in Georgia. Ab 1779 war er politisch aktiv. Bis 1783 war er Abgeordneter im Parlament von Georgia und 1780 wurde er in einer politisch angespannten Lage für kurze Zeit Gouverneur von Georgia. Er löste George Walton ab. Zu jener Zeit war Georgia teilweise von den Briten besetzt und im unbesetzten Teil des Landes regierte das Chaos. Loyalisten und Patrioten bekämpften sich ebenso erbittert wie zwei rivalisierende Gruppierungen innerhalb der Patrioten. Seine Amtszeit sollte sehr kurz sein, denn er wurde bald nach der Wahl in den Kontinentalkongress entsandt. George Wells sollte sein Nachfolger werden, dieser wurde aber vom späteren Gouverneur James Jackson in einem Duell erschossen. So wurde Stephen Heard neuer Gouverneur. Howly war von 1780 bis 1781 Mitglied des Kontinentalkongresses, danach war er kurzfristig wieder als Anwalt tätig. Seine letzte öffentliche Stellung hatte er 1782 bis 1783 als Oberster Richter des Staates Georgia. Er starb im Dezember 1784.